# Homoscarta irregularis
Homoscarta irregularis är en insektsart som först beskrevs av Victor Antoine Signoret 1855.  Homoscarta irregularis ingår i släktet Homoscarta och familjen dvärgstritar. Inga underarter finns listade i Catalogue of Life.